# Mirosław Żukowski
Mirosław Żukowski (ur. 1 grudnia 1955 w Szczecinku) – polski dziennikarz sportowy, związany z Rzeczpospolitą.

## Życiorys
Jego ojciec, Leon Żukowski, był w młodości piłkarzem, hokeistą i trenerem Darzboru Szczecinek.
Ukończył studia prawnicze na Uniwersytecie Marii Curie-Skłodowskiej. Od 1983 pracował w redakcji sportowej Polskiej Agencji Prasowej, pod koniec pracy tamże jako zastępca kierownika. Od 1991 do 2023 pracował w dziale sportowym dziennika Rzeczpospolita, był kierownikiem tego działu w latach 1996-2023, następnie przeszedł na emeryturę.
W 1994 otrzymał Nagrodę Złotego Pióra przyznawaną przez Klub Dziennikarzy Sportowych. W 2016 i 2017 był nominowany, a w 2018 otrzymał Nagrodę im. Bohdana Tomaszewskiego. W 2025 otrzymał Nagrodę Mariusza Waltera w kategorii Sport w Mediach.